# Medicejové
Medicejové čili Medicejští (italsky (di) Medici, známí také jako de' Medici) byli italský měšťanský a později šlechtický rod, který byl již od 13. století jedním z nejbohatších a nejmocnějších ve Florencii. Své bohatství získali nejprve díky obchodu a později úspěšným provozováním bankovnictví. Medicejskou banku založil Giovanni di Bicci de' Medici roku 1397 a zanedlouho měla pobočky v řadě významných evropských měst. S nárůstem majetku rostl úměrně i politický vliv Medicejských. Půjčovali peníze šlechtě a především papežům. Ve Florencii, která byla republikou, ovlivňovali politiku zpočátku jen skrytě a pouze výjimečně a na krátký čas zastávali významnější úřady (např. úřad gonfaloniér).
Přibližně od poloviny 15. století se stali neoficiálními vládci Florencie a roku 1532 získali konečně i nově vytvořený oficiální titul vévodů toskánských. Medicejské Toskánsko, s centrem ve Florencii, pak roku 1569 povýšil papež Pius V. na velkovévodství. Medicejští významně ovlivňovali politický, kulturní a společenský život ve Florencii a jejím okolí od 13. století až do století 18. (s několika vynucenými přerušeními, když byli opakovaně z Florencie vyhnáni). 

Byli také významnými mecenáši umění. Rozkvět a bohatství renesanční Florencie a celé severní Itálie jsou spjaty právě s jejich jménem. V roce 2013 bylo 12 jejich architektonicky významných vil a 2 zahrady, vybudované v průběhu 15.–17. století napříč Toskánskem, zařazeno mezi památky Světového dědictví UNESCO pod souhrnnou položkou „vily a zahrady Medicejských v Toskánsku“. Původně kupecký a měšťanský rod Medicejských se stal díky promyšlené sňatkové politice součástí několika královských rodin v Evropě (např. Kateřina Medicejská se provdala do rodiny Valois a Marie Medicejská do rodiny Bourbonů), celé řady šlechtických rodin a tři členové rodu Medicejských zastávali úřad papeže – Lev X., Kliment VII. a Lev XI.

## Historie rodu

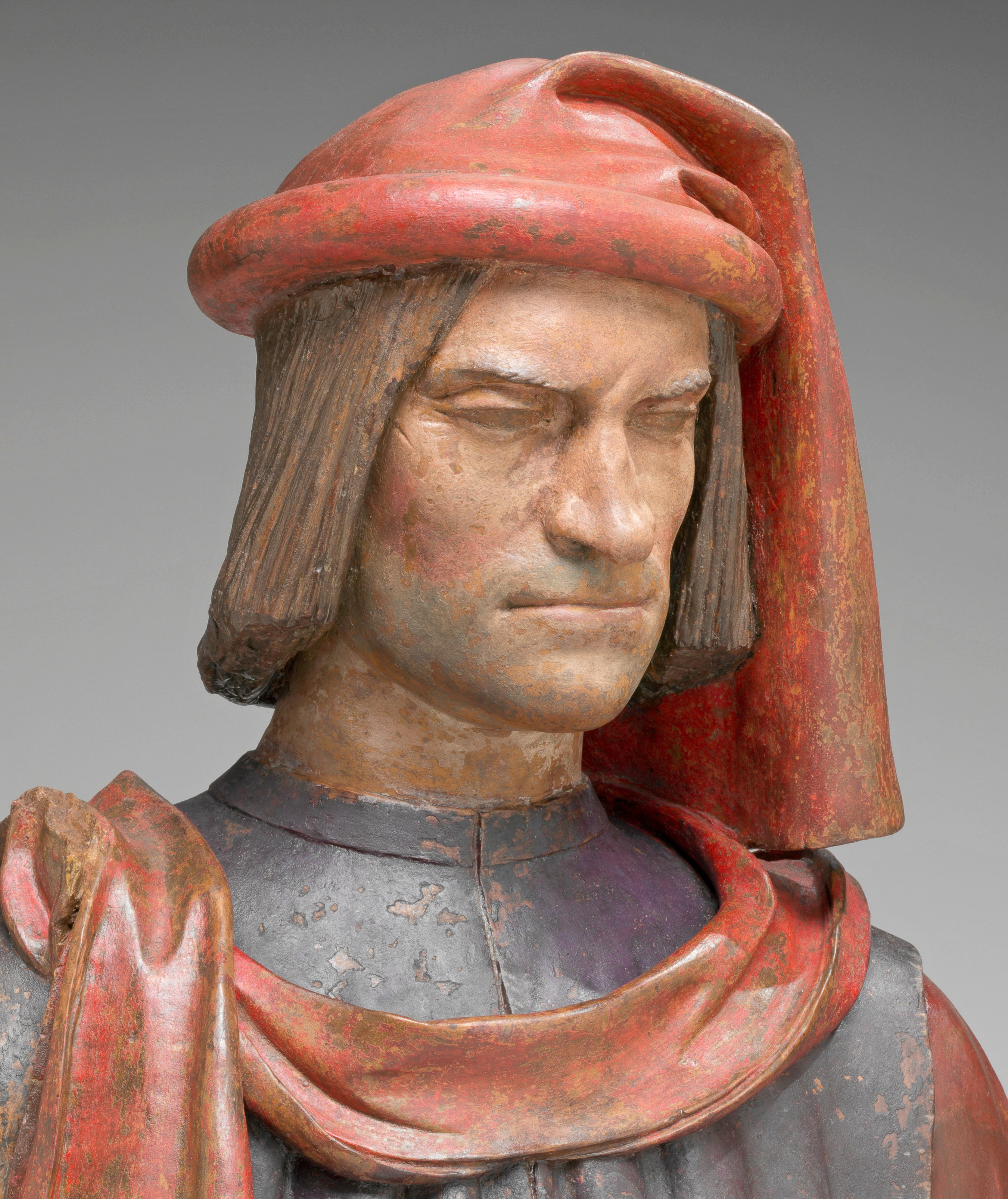
Lorenzo Medicejský, busta od Andrea de Verrocchia

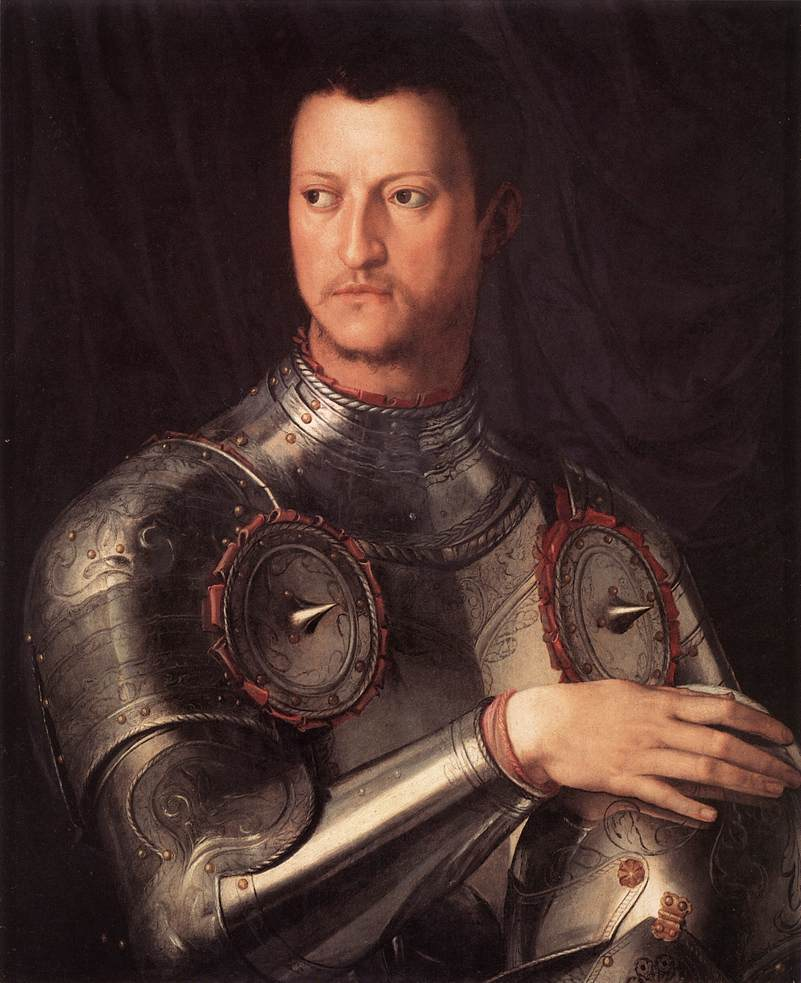
Cosimo I. Medicejský

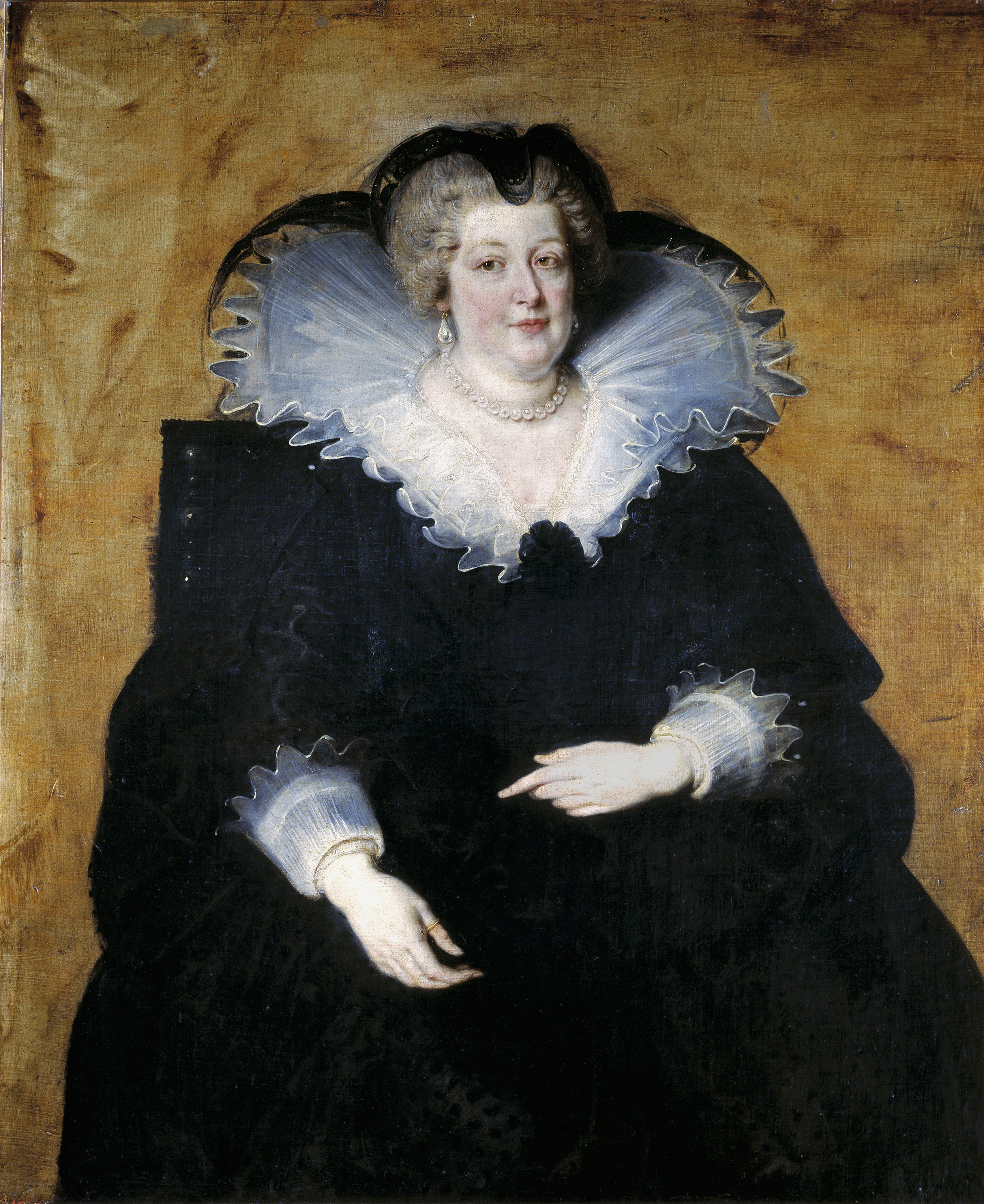
Marie Medicejská, Peter Paul Rubens, 1622

O nejstarší historii rodu a jeho původu existuje celá řada legend a také vědeckých teorií. Dnes se má nejčastěji za to, že Medicejští byli původně lékárníci či snad možná lékaři. Tomu napovídá jak jejich jméno Medici, tak jejich rodový erb, na němž se nalézají kruhové body, které jsou zřejmě symbolem léčivé tablety nebo snad lékárnické baňky. Tvrdí se ale také, že tento erb získali za chrabrost v boji a ony kruhové body symbolizovaly otvory do štítu provrtané nepřátelskými kulkami. S jistotou víme to, že příjmení Medici je poprvé písemně zmiňováno kolem roku 1260 v kraji Mugello severně od Florencie.
Za finanční a mocenský vzestup vděčí rod především Janovi z Bicci Medicejskému (1360–1429), který se stal osobním bankéřem a také přítelem vzdoropapeže Jana XXIII.
Politický vliv rodu pak zesílil za Cosima Medicejského (1389–1464). Ten záměrně nezastával žádné úřady, na veřejnosti se téměř neukazoval a žil velmi skromně. Přesto všichni evropští politici dobře věděli, že je to Cosimo, kdo neoficiálně vládne florentské republice. Právě jeho skrytý, ale silný politický vliv se stal příčinou pro jeho vyhnání z Florencie v roce 1433. Už následující rok se ale vrátil zpět a jeho moc se ještě více upevnila, když se mu podařilo přesvědčit papeže Evžena IV., aby roku 1439 do Florencie přeložil důležitý církevní koncil. Město Florencie získalo z pořádání koncilu značný obchodní, politický a kulturní prospěch. Osobou Cosima Medicejského začíná v jeho rodu také dlouholetá tradice mecenášství v oblasti umění a vzdělanosti. 

V období republiky dosáhl rod politického vrcholu v osobě Lorenza Medicejského (1449–1492), řečeného Nádherný. Lorenzo byl navíc také velkým milovníkem umění. Utrácel obrovské finanční částky na podporu učenců, nákup vzácných tisků, finančně podporoval univerzitu v Pise a ve Florencii a založil školu pro mladé sochaře a malíře. Právě on byl mecenášem takových umělců jako byl Michelangelo Buonarroti, Filippo Lippi nebo Sandro Botticelli. Lorenzo Medicejský ale nezdědil obchodní talent po svých předcích a jeho banka se ocitla v těžké finanční krizi.
Po Lorenzově smrti nastal celkový úpadek rodu a Lorenzův syn Petr Medicejský musel roku 1494 uprchnout z Florencie před vojsky francouzského krále Karla VIII. Moci ve městě se pak ujal fanatický mnich Girolamo Savonarola. Až roku 1512 se Medicejští mohli vrátit zpět. Znovu byli vyhnáni roku 1527, ale již roku 1530 byli zpět ve Florencii.
Nového politického vrcholu rod dosáhl roku 1532, když Alexandr Medicejský získal od svého tchána, císaře Karla V., titul vévody florentského a konečně se tak stal prvním oficiálním světským vládcem z rodu Medici. Za svůj titul vděčil mimo jiné i výhodnému sňatku s Markétou Parmskou, nemanželskou dcerou Karla V.
Kosma I. Medicejský pak roku 1569 dosáhl u papeže Pia V. povýšení Toskánska na Toskánské velkovévodství. Posledním vládcem Toskánska z rodu Medici byl velkovévoda Gian Gastone Medicejský (1671–1737). Kvůli své homosexualitě nezplodil žádné potomky a jeho osobou rod Medici vymřel po meči. V ženské linii pak rod vymřel roku 1743 po smrti Anny Marie Luisy Medicejské.
Florentští vévodové z rodu Medici
- 1531–1537: Alexandr Medicejský
- 1537–1569: Cosimo I. Medicejský

Toskánští velkovévodové z rodu Medicejských
- 1569–1574: Cosimo I. Medicejský
- 1574–1587: František I. Medicejský
- 1587–1609: Ferdinand I. Medicejský
- 1609–1621: Cosimo II. Medicejský
- 1621–1670: Ferdinand II. Medicejský
- 1670–1723: Cosimo III. Medicejský
- 1723–1737: Gian Gastone Medicejský

Papežové z rodu Medici
- Lev X.
- Kliment VIII.
- Lev XI.

Královny z rodu Medici
- Kateřina Medicejská, manželka francouzského krále Jindřicha II. a matka krále Františka II., Karla IX. a Jindřicha III.
- Marie Medicejská, manželka francouzského krále Jindřicha IV. a matka krále Ludvíka XIII.

## Rodokmen
- Jan z Bicci Medicejský (1360–1429)
  - Cosimo Medicejský (1389–1464)
    - Petr I. Medicejský (1416–1469)
      - Lorenzo I. Medicejský (1449–1492)
        - Petr II. Medicejský (1471–1503)
          - Lorenzo II. Medicejský (1492–1519)
            -  Alexandr I. Medicejský (1510–1537)
            - Kateřina Medicejská (1519–1589)

        - Lukrecie Medicejská (1470–1553)
          - Francesca Salviati
            - Lev XI. (1535–1605)

          - Maria Salviati (1499–1543)
            - Kosma I. Medicejský (1519–1574)

        - Lev X. (1475–1521)

      - Julián Medicejský (1453–1478))
        - Klement VII. (1478–1534)

  - Lorenzo di Giovanni Medicejský (1395–1440)
    - Pierfrancesco Medicejský 1431–1476
      - Jan Medicejský il Popolano (1467–1498)
        - Ludvík Medicejský (1498–1526)
          -  Kosma I. Medicejský (1519–1574)
            -  František I. Medicejský (1541–1587)
              - Marie Medicejská (1575–1642)

            -  Ferdinand I. Medicejský (1549–1609)
              -  Cosimo II. Medicejský (1590–1621)
                -  Ferdinand II. Medicejský (1610–1670)
                  -  Cosimo III. Medicejský (1642–1723)
                    -  Gian Gastone Medicejský (1671–1737)

                - Markéta Medicejská (1612–1679)
                - Anna Medicejská (1616–1676)

              - Klaudie Medicejská (1604–1648)

            - Virginie Medicejská (1568–1615)